# 瓦氏豹蛛
瓦氏豹蛛（学名：Pardosa wagleri）为狼蛛科豹蛛属的动物。分布于古北区以及中国大陆的新疆等地，常栖息于草丛、树林以及农田。该物种的模式产地在欧洲。